# Charles Casimir Marie Hubert de Bieberstein Rogalla Zawadsky
Charles Casimir Marie Hubert baron de Bieberstein Rogalla Zawadsky (Roermond, 24 januari 1854 - aldaar, 22 maart 1929) was een Nederlands politicus.

## Leven en werk
De Bieberstein Rogalla Zawadsky was een kleinzoon van de bekende generaal De Bieberstein, die tot zijn 84ste Tweede Kamerlid voor het district Maastricht was. Hij was zelf afgevaardigde voor het district Sittard. In Sittard was hij kantonrechter, na eerder in Roermond en Maastricht gerechtelijke functies te hebben vervuld. In de Kamer was hij nogal onopvallend en in 1901 werd hij verslagen door een Sittardse sigarenfabrikant.
- Biografisch Portaal: 72212122
- Parlement.com: vg09lky36kyb